# 타릭 살레

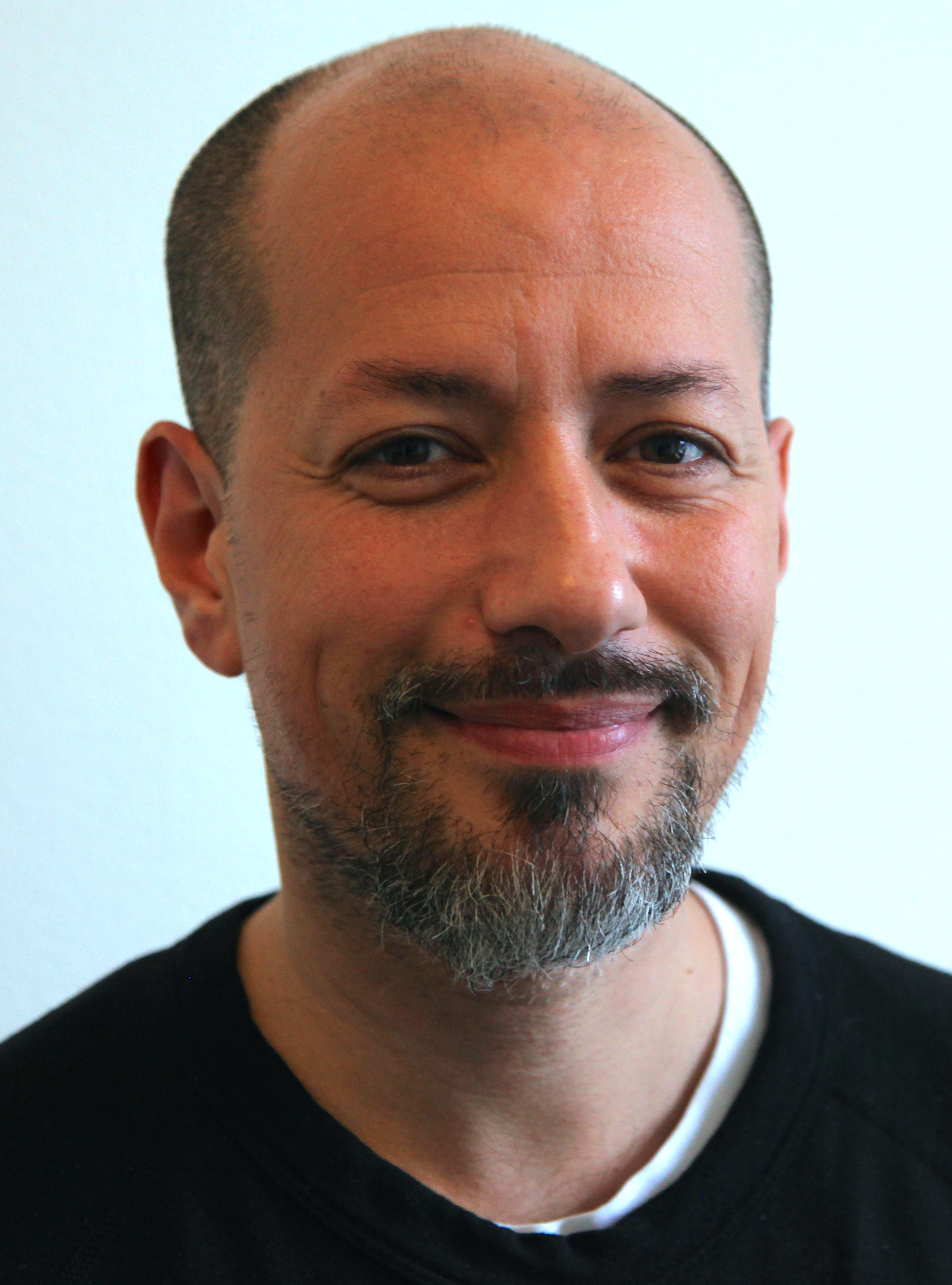
타릭 살레

타릭 살레(Tarik Saleh, 1972년 1월 28일 ~ )는 스웨덴의 텔레비전 프로듀서, 애니메이터, 퍼블리셔, 저널리스트, 영화 감독이다. 스웨덴계 어머니와 이집트계 아버지 사이에서 스톡홀름 Högalids församling에서 태어났다. 1980년대 말과 1990년대 초, 스웨덴의 가장 저명한 그래피티 아티스트 중 한 명이었다.

## 영화, 드라마
- 뤼케 리
- 뤼케 리
- 웨스트월드 (드라마)
- 더 컨트랙터